# Silnice I/41
Die Silnice I/41 (tschechisch für: „Straße I. Klasse 41“) ist eine tschechische Staatsstraße (Straße I. Klasse).

## Verlauf
Die Straße führt vom Stadtring Brünn (brněnský městský okruh), der Silnice I/42, in südlicher Richtung über eine Distanz von rund 3 Kilometer zum Abzweig der Autobahn Dálnice 2 von der Autobahn Dálnice 1 und führt von Norden in das kleeblattförmige Kreuzungsbauwerk.